# Stella Maeve
Stella Maeve Johnston (Nyack, 14 november 1989) is een Amerikaanse actrice. 

## Privé
Johnston is verloofd met acteur Benjamin Wadsworth en het stel heeft samen een dochter.

## Carrière
Johnston begon in 2005 met acteren in de film Transamerica, waarna zij nog meerdere rollen speelde in films en televisieseries. Zij is vooral bekend van haar rol als Nadia Decotis in de televisieserie Chicago P.D. waar zij al in 20 afleveringen speelde (2014-2015). In 2013 won zij samen met andere acteurs een Independent Spirit Award voor haar rol in de film Starlet in de categorie Robert Altman Award.

## Filmografie

### Films
Uitgezonderd korte films.
- 2017 Take the 10 - als Brooke
- 2016 Long Nights Short Mornings - als Lily
- 2015 Flipped - als Nicole Diamond
- 2015 Dark Summer - als Abby
- 2014 The Park Bench - als Maribel
- 2014 Buttwhistle - als Missy Blancmange
- 2013 All Together Now - als Rachel
- 2013 Company Town - als Page
- 2012 Starlet - als Melissa
- 2012 CLONED: The Recreator Chronicles - als Tracy Bernstein
- 2011 Lovelives - als Maddie
- 2010 My Super Psycho Sweet 16: Part 2 - als Zoe Chandler
- 2010 The Runaways - als Sandy West
- 2009 See Kate Run - als Sarah
- 2009 Accused at 17 - als Sarah Patterson
- 2009 Asylum Seekers - als Alice
- 2009 Brooklyn's Finest - als Cynthia
- 2008 Harold - als Shelly Clemens
- 2007 The Beautiful Ordinary - als Lighty
- 2005 Transamerica - als Taylor

### Televisieseries
Uitgezonderd eenmalige gastrollen.
- 2022 Mayans M.C. - als Kody - 7 afl.
- 2015-2020 The Magicians - als Julia Wicker - 65 afl.
- 2015-2016 Law & Order: Special Victims Unit - als Nadia Decotis - 2 afl.
- 2014-2015 Chicago P.D. - als Nadia Decotis - 18 afl.
- 2013 Golden Boy - als Agnes Clark - 13 afl.
- 2010-2011 House - als Kenzie - 2 afl.
- 2008-2009 Gossip Girl - als Emma Boardman - 2 afl.

- Gemeinsame Normdatei: 123525271X
- International Standard Name Identifier: 0000 0004 0948 5630
- Library of Congress Control Number: no2013060768
- Virtual International Authority File: 303076227
- WorldCat: E39PBJbtqm4pcdbhdbyf6Hjgrq